# Phyllonorycter chrysella
Phyllonorycter chrysella är en fjärilsart som först beskrevs av Alexandre Constant 1885.  Phyllonorycter chrysella ingår i släktet guldmalar, och familjen styltmalar.
Artens utbredningsområde är:
- Frankrike.
- Italien.
- Spanien.

Inga underarter finns listade i Catalogue of Life.